# Ectasiocnemis platycnema
Ectasiocnemis platycnema is een keversoort uit de familie bloemspartelkevers (Scraptiidae). De wetenschappelijke naam van de soort is voor het eerst geldig gepubliceerd in 1920 door Champion.